# Uhersko (okres Pardubice)
Obec Uhersko leží  v okrese Pardubice, na návrší severně od železniční stanice na trati Česká Třebová – Praha, na pravém břehu řeky Loučné, 20 km východně od Pardubic. Žije zde 434 obyvatel. Od železniční stanice vede obcí zeleně značená turistická trasa 4239.

## Historie
Místo, kde se obec dnes nachází, je osídleno už od předkřesťanské doby. O tom svědčí naleziště žárových hrobů ze Slezskoplatěnické kultury a fakt, že je vesnice postavena podle staroslovanských zvyklostí do tvaru okrouhlice. Obec vznikla pravděpodobně ve 12. století. První písemná zmínka je z roku 1308 z Dalimilovy kroniky, kde můžeme najít zmínku o Ctiborovi z Uherska, který v tzv. bitvě u Opočna úspěšně bojoval proti vojsku krále Albrechta Rakouského a zajal mnoho švábských vojáků. V letech 1454–1492 vlastnil tvrz a ves Vilém Jeník z Mečkova. Zdejší tvrz byla roku 1469 vypálena vojskem krále Matyáše Korvína. Novou tvrz dali postavit Vitanovští z Vlčkovic před rokem 1599, v roce 1770 byla na jejích základech postavena myslivna. Po Vitanovských koupili obec páni z Kolovrat; za zmínku z tohoto rodu stojí Leopold Vilém Krakovský z Kolovrat, který nechal v letech 1702–1704 přestavět původní kostel. Ve druhé polovině 18. století změnila obec majitele a vlastníkem se stal rod Kinských, který se do historie vesnice zapsal rozsáhlejší stavební činností. Nechali postavit spoustu obytných stavení a některé hospodářské budovy (např. dům číslo popisné 9). V roce 1790 nechal Filip Kinský postavit Theresienlust a školu, čímž obec získala centrum vzdělání. V 19. století koupili Uhersko Thurn-Taxisové, jimž patřila obec až do roku 1850, kdy se stala samostatnou obcí okresu Vysoké Mýto.[zdroj?]
Obec za svou dlouhou historii zažila spoustu ničivých povodní a jiných katastrof, například velké železniční neštěstí v roce 1909.

## Pamětihodnosti
- Barokní kostel Nanebevzetí Panny Marie z roku 1704. Původní zvony byly během 1. světové války zrekvírovány a roztaveny. V roce 1727 byl do věže přidán malý zvon sanktusník - umíráček. V 18. století kostelu Filip Kinský daroval hodiny, které byly původně určeny pro kostel v Chroustovicích.[zdroj?]
- Zřícenina loveckého zámečku Neulust
- Přírodní rezervace Bažantnice v Uhersku

### Uherská sgrafita
Unikátní památkou obce jsou sgrafita na budovách obecního úřadu, sokolovny, bývalého řeznictví a dalších domů. Vytvořil je v letech 1922–1927 místní rodák, malíř prof. Alois Mudruňka. Pro náměty sgrafit využil převážně témata a výjevy z české historie, doplněné ornamentálními motivy. Během nacistické okupace musela být sqrafita zakryta. Na zakrytí byla použita měkká malta, ale při odstraňování krycí omítky po válce došlo k poškození sgrafit na mnoha místech. K prvním opravám došlo v roce 1998, k dalším v letech 2007–2008. Restaurátorské práce prováděl synovec autora Čestmír Mudruňka společně se svým bratrem Jiřím Mudruňkou.[zdroj?]

## Občanská vybavenost
V budově obecního úřadu sídlí pošta, knihovna a lékař. Místním občanům slouží prodejna smíšeného zboží, pekárna, pohostinství a mateřská škola.

## Zajímavost
- Obec je zmiňována v knihách Aloise Jiráska: V cizích službách a Z mladých cest[zdroj?]
- Železniční stanice Uhersko leží na území sousedního městysu Chroustovice.

## Osobnosti
- Alois Mudruňka (1888–1956), malíř a grafik, profesor Uměleckoprůmyslové školy v Praze